# Captura de la flota grega (1916)
La captura de la flota grega el 1916 es va realitzar per la flota francesa durant la Primera Guerra Mundial.
Grècia es va mantenir neutral durant gran part de la guerra. A l'octubre de 1915, els aliats van desembarcar a Salònica, en principi a petició del Govern grec, per a donar suport als serbis en dificultats. Això va provocar un moviment popular que va fer caure el govern i Grècia va seguir una política de neutralitat. Les inclinacions proalemanys del rei grec Constantí I de Grècia adquirides a través de la seva esposa Sofia de Prússia, la germana del kaiser alemany, va fer posicionar Grècia contra la Triple Entesa.
Per tal de no veure els vaixells grecs desplegats amb els austrohongaresos i alemanys a la Mediterrània, a l'octubre de 1916 l'armada francesa de la Mediterrània va aparèixer a El Pireu i va capturar la flota grega. Els vaixells més grans van ser desmilitaritzats i el creuer i les naus més petites van ser incorporats a l'armada francesa.
Grècia va declarar la guerra a les Potències Centrals al juliol de 1917 i després d'aquesta data França va retornar els vaixells i la tripulació confiscats a Grècia. Els aliats van establir bases a Corfú (mar Jònica), a Sua Bay (nord-oest de Creta), a Mudros Bay (Lemnos) i a Imbros (mar Egea).